# Praxithea chavantina
Praxithea chavantina là một loài bọ cánh cứng trong họ Cerambycidae.